# Laveyron
Laveyron este o comună în departamentul Drôme din sud-estul Franței. În 2009 avea o populație de 948 de locuitori.

## Evoluția populației
| An        | 1975 | 1982 | 1990 | 1999 | 2006 | 2009 |
| --------- | ---- | ---- | ---- | ---- | ---- | ---- |
| Populație | 757  | 766  | 795  | 882  | 913  | 948  |